# بهره تنفسی
بهرهٔ تنفسی یا ضریب تنفسی (به انگلیسی: Respiratory Quotient)، به اختصار (RQ)، عددی بدون واحد است که برای محاسبهٔ میزان متابولیسم پایه (BMR) که از تولید دی‌اکسید کربن برآورد می‌شود، مورد استفاده قرار می‌گیرد. این عدد از نسبت دی‌اکسید کربن تولید شده توسط بدن به اکسیژن مصرف شده توسط بدن محاسبه می‌شود؛ که با استفاده از دستگاه تنفس‌سنج اندازه‌گیری می‌شود. این اندازه‌گیری‌ها، مانند اندازه‌گیری میزان جذب اکسیژن، یکی از اشکال گرماسنجی غیرمستقیم است. مقدار بهرهٔ تنفسی نشان می‌دهد که چه عناصر غذایی متابولیزه می‌شوند، زیرا مسیرهای مختلفی برای سوختن چربی‌ها، کربوهیدرات‌ها و پروتئین‌ها استفاده می‌شود. اگر متابولیسم فقط شامل مصرف چربی‌ها باشد، مقدار بهرهٔ تنفسی تقریباً ۰٫۷، برای پروتئین‌ها تقریباً ۰٫۸ و برای کربوهیدرات‌ها ۱٫۰ است. با این حال، بیشتر اوقات، مصرف انرژی هم از چربی و هم از کربوهیدرات تشکیل شده است. مقدار تقریبی بهرهٔ تنفسی یک رژیم غذایی مختلط ۰٫۸ است. چنانچه مقدار بهرهٔ تنفسی بیشتر از ۱ باشد نشان‌دهندهٔ سیستم تأمین انرژی گلیکولیز بی‌هوازی و سیستم بافری بدن است. برخی دیگر از عواملی که ممکن است روی ضریب تنفسی تأثیر بگذارد، تعادل انرژی، انسولین در گردش و حساسیت به انسولین است.